# ناحیه پست رودخانه
ناحیه پست رودخانه (به لاتین: Lower River Division) یک منطقهٔ مسکونی در گامبیا است که در گامبیا واقع شده‌است. ناحیه پست رودخانه ۱٬۶۱۸ کیلومتر مربع مساحت و ۸۲٬۳۶۱ نفر جمعیت دارد.